# I Still Have Faith in You
I Still Have Faith in You est une chanson du groupe de musique pop suédois ABBA. Elle est sortie le 2 septembre 2021 en tant que single, aux côtés de Don't Shut Me Down, du neuvième album studio du groupe et le premier en 40 ans, Voyage. Anni-Frid Lyngstad interprète le chant principal.
Le morceau est décrit comme « une ode à leur amitié et aux liens qui ont mûri et survécu malgré le divorce et le chagrin ». Elle est également décrite comme une ballade puissante, une « ballade majestueuse et épique » et « une ballade affectueuse au piano décrivant le lien que partagent les quatre membres du groupe ».

## Origine
En avril 2018, il est annoncé que deux chansons avait été enregistrées en juin 2017 dans le but de les intégrer au concert en hologrammes du groupe. Les éléments clés de la mélodie sont basés sur une bande originale composée par Benny Andersson pour un film suédois : The Circle, sorti en 2015.

## Clip musical
Le clip musical contient diverses séquences d'archives des tournées de concerts organisées en 1977 et 1979, de très nombreuses photos d'archives ainsi que des extraits provenant des clips musicaux de certains de leurs clips phares tel que Mamma Mia ou Gimme! Gimme! Gimme! (A Man After Midnight). Il présente également la première apparition des ABBAtars - des avatars numériques des quatre membres d'ABBA ressemblant à leur apparence dans les années 1970 et qui seront utilisés pour les concerts : Voyage.
La vidéo a été visionnée par 4,4 millions de personnes au cours des 24 premières heures suivant sa sortie, se classant dans les trois premiers du classement des tendances de YouTube dans 12 pays, dont le Royaume-Uni.

## Réception critique
Mark Savage de la BBC a complimenté le morceau, écrivant que « lentement, majestueusement, [le morceau] atteint un point culminant astronomique, plein d'accords puissants et d'harmonies éblouissantes ». Helen Brown de The Independent a déclaré « que c'était précisément ce qui émouvait le plus les fans ». Kate Mossman du New Statesman a estimé que le morceau a l'esprit de The Winner Takes It All. Dans le contexte de l'album, Stephan Rehm Rozanes de Musikexpress a estimé que le morceau représentait « le moment le plus émouvant et le plus courageux » de Voyage.
Le 23 novembre 2021, la chanson I Still Have Faith In You est nommée dans la catégorie de la chanson de l'année aux 64e Grammy Awards. Il s'agit de la toute première nomination d'ABBA aux Grammy Awards.